# Mårten Lithun
Mårten Lithun, född 27 februari 1690 i Tjällmo socken, död 16 januari 1769 i Tjällmo socken, var en svensk präst.

## Biografi
Lithun föddes 27 februari 1690 i Tjällmo socken. Han var son till kyrkoherden Jonas Lithunius. Lithun blev 1709 student vid Uppsala universitet. Han prästvigdes 27 september 1721. Lithun blev 1722 komminister i Risinge församling. 1737 blev han kyrkoherde i Tjällmo församling. Lithun avled 16 januari 1769 i Tjällmo socken.
Lithun predikade 1748 vid prästmötet.

### Familj
Lithun gifte sig 24 juni 1726 med Christina Wibjörnson (1702-1773). Hon var dotter till kyrkoherden Andreas Wibjörnson i Vreta klosters socken. De fick tillsammans barnen Margareta (1727-1729), Dorothea Christina (1728-1777), Anders, Jonas (född 1732), Magnus (1734-1735), Beata Elisabeth (1736-1805) och Sara Catharina (1737-1737).